# Gaël Faye

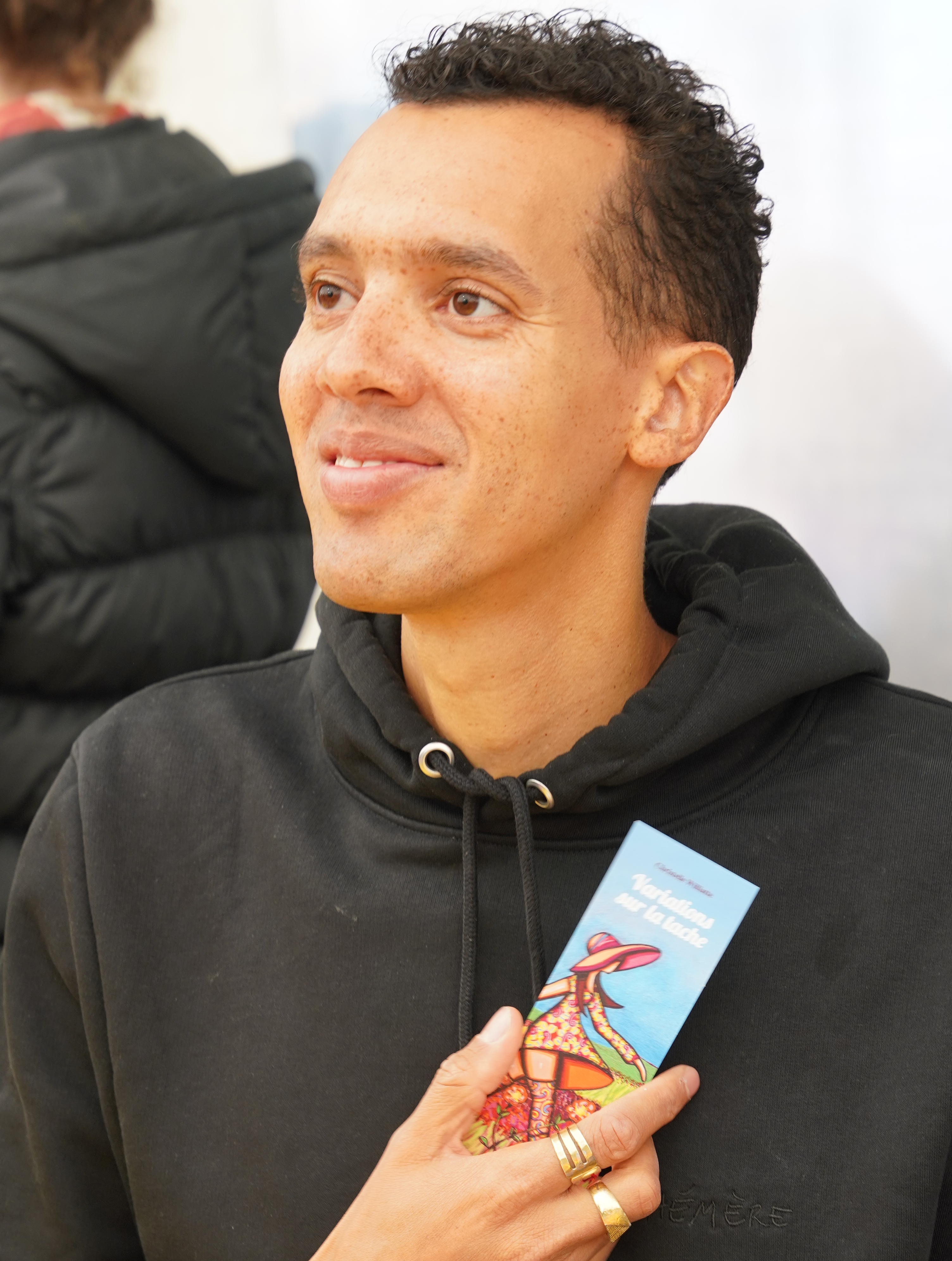
Gaël Faye (2024)

Gaël Faye (n. 6 august 1982, Bujumbura-Mairie, Burundi) este un scriitor și cântăreț francez.

## Biografie
Gaël Faye este fiul unui tată francez și al unei mame ruandeze. A crescut în Burundi, familia locuia în Bujumbura .
Din cauza războiului civil din Rwanda, care a afectat și Burundi, și-a părăsit patria în 1995. A fugit în Franța, mai târziu a studiat economia și a lucrat la o bancă de investiții la Londra timp de doi ani. S-a întors apoi în Franța pentru a se dedica muzicii și scrisului. 
Postul de televiziune francez France Ô⁠(d) a difuzat un documentar care l-a însoțit pe Gaël Faye într-un turneu muzical prin Burundi și Rwanda: În Quand deux fleuves se rencontrent (ro. Când două fluvii se întâlnesc), Faye vizitează locurile copilăriei sale împreună cu muzicianul Edgar Sekloka.
Faye locuiește acum în Rwanda.

## Carieră

### Literatură
În 2016 a publicat primul său roman, Petit pays (ro. Mica țară), în care s-a ocupat de copilăria sa din Burundi și de istoria familiei sale. În el descrie copilăria fericită și umbrele războiului civil care se profilează din perspectiva lipsită de griji a copilului.
Cartea a fost nominalizată la mai multe premii, inclusiv Premiul Goncourt. A primit, printre altele, Prix Goncourt des Lycéens, Prix du premier roman français și premiul literar de la lanțul de retail FNAC. 
Al doilea roman al lui Faye, Jacaranda (2024), este despre reconstrucția Rwandei după genocidul de acolo. Lucrarea a ajuns din nou în selecția finală pentru Prix Goncourt, a câștigat Premiul Renaudot și a fost nominalizată pentru Grand Prix du Roman și Prix du roman Fnac. De asemenea, cartea fusese vândută de peste 160.000 de ori în Franța până la începutul lunii noiembrie 2024.

### Muzică

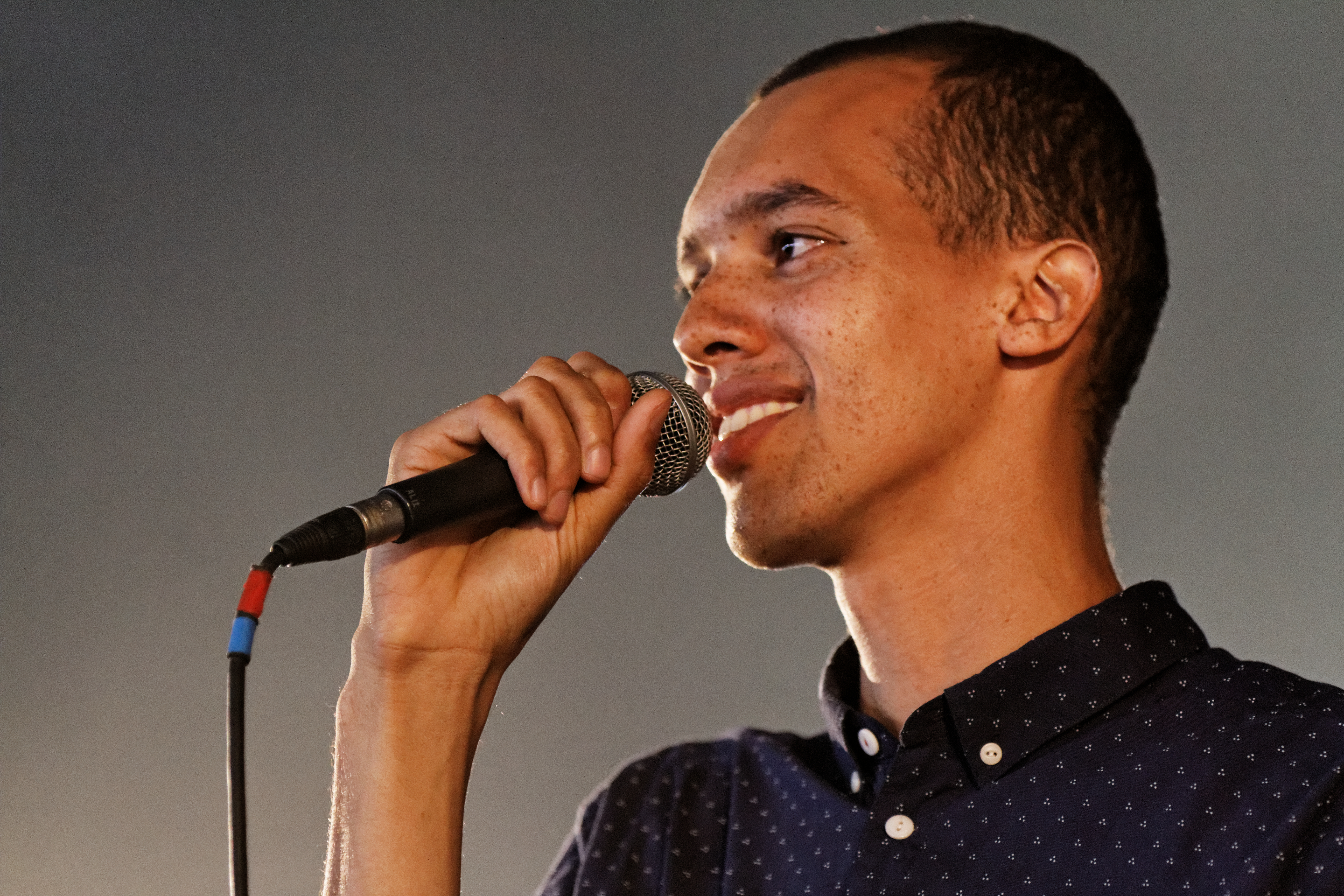
Faye la Festival du Bout du Monde (2013)

Împreună cu Edgar Sekloka, Gaël Faye a cântat ca un duo hip-hop sub numele Milk Coffee and Sugar. În 2015 formația s-a desființat.
În 2013, Gaël Faye a lansat primul său album solo: Pili Pili sur un croissant au beurre.
Gaël Faye a lucrat cu o gamă largă de artiști, inclusiv: Mulatu Astatke, Bonga Kuenda, Ben l'Oncle Soul, Saul Williams, Tumi Molekane, Oxmo Puccino, Pauline Croze, Akua Naru, Sly Johnson, Mamani Keïta, Beat Assailant, Flavia Coelho și Christophe Maé.

## Opere

### Cărți
- Petit pays, Paris, Grasset, 2016, 224p. ISBN 978-2246857334
- Jacaranda, Paris, Grasset, 2024, 288p. ISBN 978-2246831457

### Traduceri în română
- Mica Țară, traducător Lucia Vișinescu, Editura Pandora M, 2017, ISBN 9786069780732

## Discografie

### Cu Milk, Coffee & Sugar
- 2010: Milk, Coffee & Sugar

### Albume
- 2013: Pili-Pili sur un croissant au beurre
- 2017: Rythmes et botanique
- 2018: Des fleurs
- 2020: Lundi méchant
- 2022: Mauve Jacaranda
- 2022: Éphémère

### Alte Singles
- 2017: Tôt le matin
- 2018: Balade brésilienne (feat. Flavia Coelho)
- 2020: Chalouper
- 2021: Respire